# Israelisch-palästinensischer Konflikt

Das Mandatsgebiet Palästina in den Grenzen von 1920 bis 1923 (einschließlich Transjordanien)

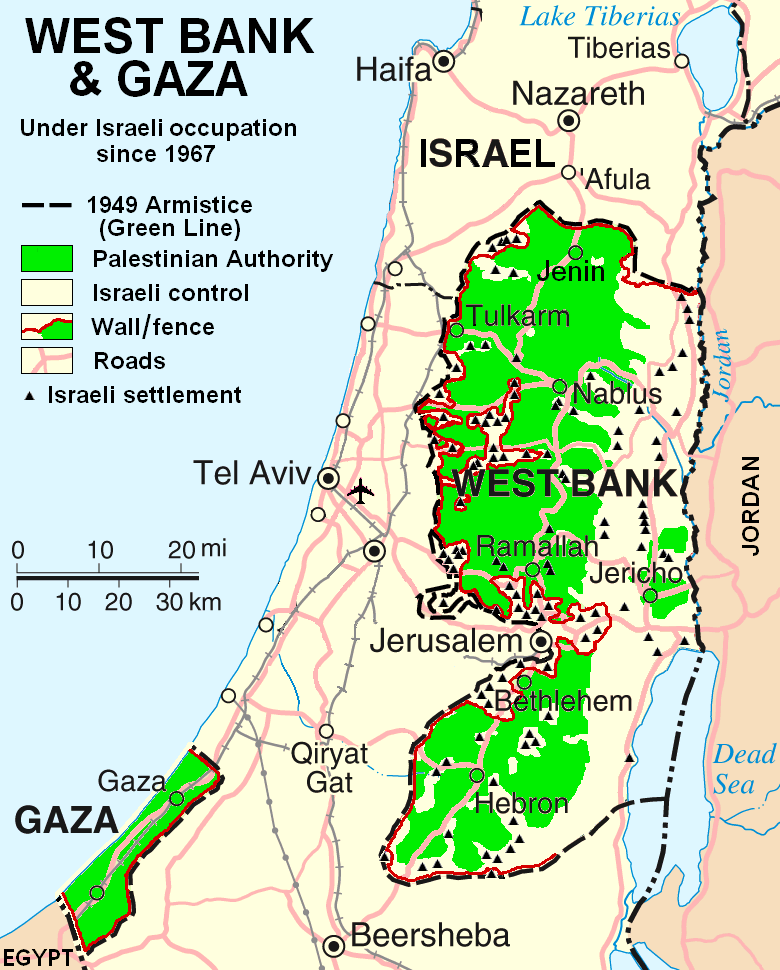
Westjordanland und Gazastreifen in Israel

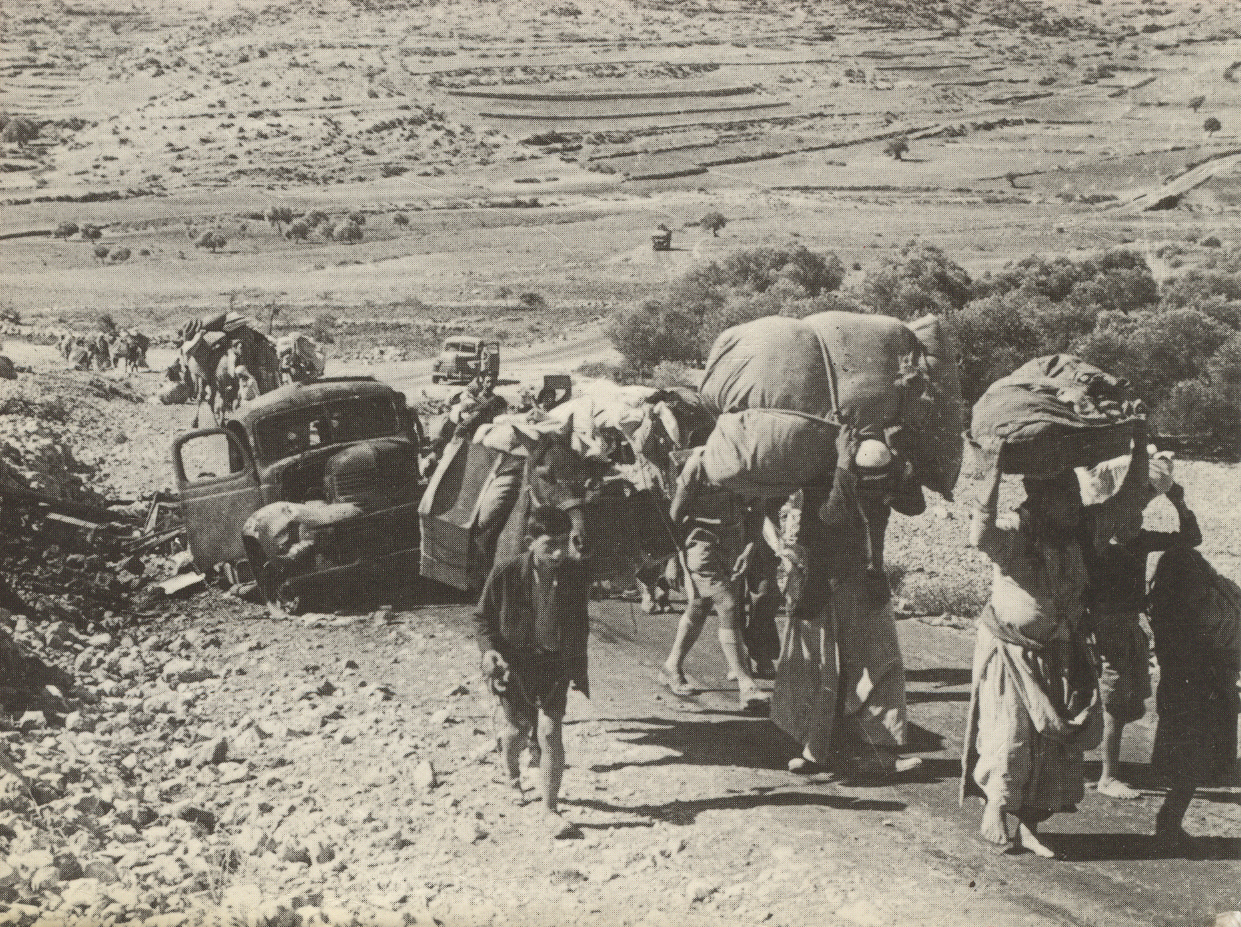
Oktober/November 1948: Arabische Palästinenser flüchten von Galiläa in den Libanon.

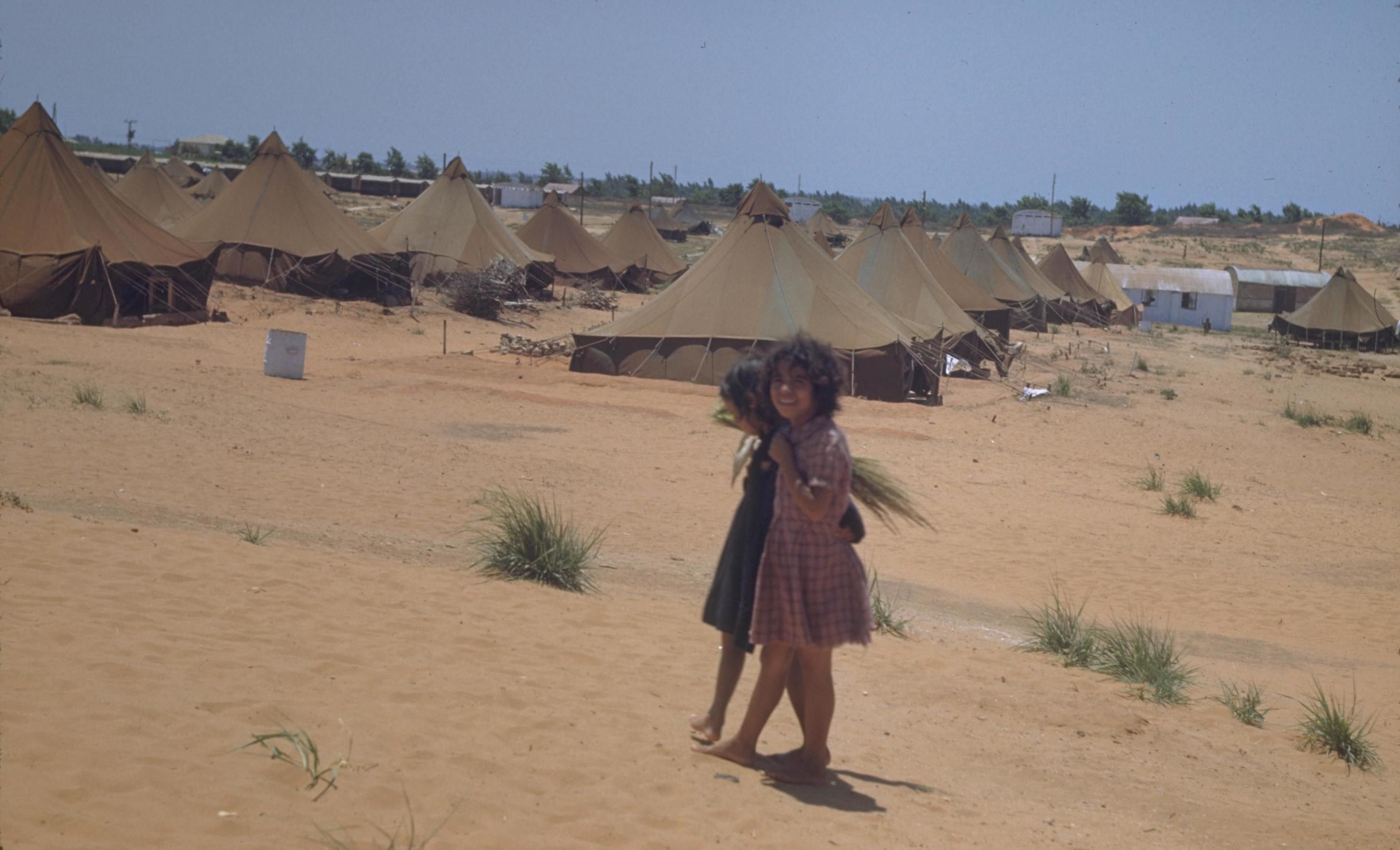
Lager für jüdische Flüchtlinge in Bet Lid, Israel 1950

Der israelisch-palästinensische Konflikt um die Region Palästina bildet den Kern des Nahostkonflikts bzw. israelisch-arabischen Konflikts, der zu Beginn des 20. Jahrhunderts zwischen Juden und Arabern entstand. Konfliktursachen sind der Besitz von Territorien, die Sicherheit von Grenzen und die Staatlichkeit zweier Nationen. Dabei werden laut eines Rechtsgutachtens des Internationalen Gerichtshofs der Gazastreifen, das Westjordanland und Ostjerusalem seit 1967 völkerrechtswidrig von Israel besetzt. Die auf dem Gutachten basierende Resolution ES-10/24 der UN-Generalversammlung vom 18. September 2024 fordert Israels Rückzug aus den besetzten Gebieten innerhalb eines Jahres.

## Historische Entwicklung des Konfliktes
„Israel und das Gebiet der Palästinenser sind zwei der umstrittensten Territorien der Welt (dpa-infografik GmbH / dpa-infografik GmbH)“

Link zum Bild

Der aktuelle Konflikt in der Region geht auf die ab dem 19. Jahrhundert verstärkt stattfindende Rückkehr von Juden besonders aus den europäischen Staaten ins Gebiet des historischen Israel, wo sie sich teils noch immer bestehenden jüdischen Gemeinden anschlossen, teils Land erwarben und eigene Siedlungen gründeten. Hauptgrund der Einwanderung waren antijüdische Pogrome und Diskriminierung von Juden in Europa und der muslimischen Welt. Während des Ersten Weltkriegs erklärte sich Großbritannien in der Balfour-Deklaration einverstanden, eine „nationale Heimstätte“ für Juden im britischen Völkerbundsmandat für Palästina zu schaffen, die Juden Schutz vor Diskriminierung und Verfolgung bieten sollte. Bereits 1923 wurde das Gebiet erstmalig geteilt, in den arabischen Staat Transjordanien einerseits und das verbleibende britische Territorium in Cisjordanien andererseits. In der Folgezeit kam es trotzdem weiter zu heftigen, meist antisemitisch motivierten Zusammenstößen zwischen Juden und Arabern, wie z. B. das Massaker von Hebron. Deshalb legten die Vereinten Nationen 1947 einen Teilungsplan vor, der das verbliebene Gebiet in einen jüdischen und einen arabischen Staat aufteilen sollte. Obgleich das den Juden zugesprochene Gebiet die meisten heiligen oder historisch wichtigen Stätten der Juden (wie z. B. Hebron, Teile Jerusalems etc.) nicht einschloss, stimmten die Anführer der jüdischen Bewegungen zu und gründeten 1948 den Staat Israel. Die arabischen Staaten lehnten eine Teilung jedoch ab und begannen den Palästinakrieg, den Israel innerhalb kurzer Zeit gewann. Daraufhin flohen im Rahmen der sogenannten Nakba ca. 700.000 Araber aus Israel, was meist allerdings nicht durch militärische Vertreibung, sondern durch Aufrufe der anderen arabischen Staaten geschah. Dies führte auf arabischer Seite zum palästinensischen Flüchtlingsproblem. Parallel kam es zur Vertreibung von Juden aus arabischen und islamischen Ländern, die bis zu einer Million Menschen betraf. Diese wurden überwiegend israelische Staatsbürger, während die mittlerweile ca. 5 Millionen registrierten Nachfahren der Araber, die aus Israel/Palästina vertrieben wurden, heute größtenteils, da ihnen eine Staatsbürgerschaft verwehrt wird, als Staatenlose im Libanon und Syrien leben, ein Drittel davon in offiziellen Flüchtlingslagern. Jordanien bürgerte alle Flüchtlinge der Nakba ein, nicht aber jene des Sechstagekriegs von 1967.
Es folgten 1967 der Sechstagekrieg und 1973 der Jom-Kippur-Krieg. 1974 wurde die 1964 gegründete Palästinensische Befreiungsorganisation (PLO), die mit Terroraktionen einen arabischen Staat anfänglich auf dem gesamten Territorium des ehemaligen britischen Mandatsgebiets erzwingen wollte, von den Vereinten Nationen offiziell als „Repräsentantin des palästinensischen Volkes“ anerkannt. 1994 wurden die völkerrechtlich bis heute nicht als Staat anerkannten Palästinensischen Autonomiegebiete eingerichtet. Aus dem diplomatischen und bewaffneten Streben der Palästinenser nach einem Nationalstaat, wie er ihnen im UN-Teilungsplan zugesprochen wurde, resultierte der bis heute andauernde Konflikt mit Israel. Dabei streben palästinensische Organisationen unterschiedliche Ziele an. Die Fatah als stärkste Fraktion der PLO strebt eine Zwei-Staaten-Lösung an, radikal-islamistische Terror-Organisationen wie die Hamas hingegen die Zerstörung Israels und einen palästinensischen oder panarabischen Staat, der sich mindestens über das heutige Israel, den Gazastreifen und das Westjordanland erstrecken soll.
Zu gewaltsamen Konflikten zwischen Israel und Palästinenserorganisationen zählen vor allem die erste und zweite Intifada. Palästinenserorganisationen und die israelischen Streitkräfte (IDF) waren zudem vor den Intifadas in verschiedene andere militärische Konflikte und Kriege verwickelt, in denen sie gegeneinander kämpften, insbesondere in den Jahren 1978 (Operation Litani) und 1982 (Libanonkrieg 1982) während des jahrzehntelangen libanesischen Bürgerkriegs. Darüber hinaus ist der gewaltsame Konflikt von anhaltender asymmetrischer Kriegsführung geprägt. Terroristische Übergriffe der Palästinenser auf zivile Ziele, darunter auch Selbstmordanschläge, beantwortete die israelische Armee mit den Militäroperationen Operation Gegossenes Blei 2008 und Operation Protective Edge 2014, die zu zahlreichen zivilen Opfern unter den Palästinensern führten und deren Notwendigkeit und Verhältnismäßigkeit deshalb umstritten sind.
Im November 2022, mit der Bildung der 37. israelischen Regierung, einer Koalitionsregierung unter der Leitung von Benjamin Netanjahu, der auch rechtsextreme Politiker in sein Kabinett aufnahm, verschärfte sich die Gewalt im Konflikt erheblich. Neben politischen Unruhen auf Seiten der Palästinenser kam es zu einer Zunahme militärischer Aktivitäten, darunter der Einfall in Dschenin im Juli 2023, was zu der höchsten Anzahl von Todesopfern in diesem Konflikt seit 2005 führte.
Am 7. Oktober 2023 begann die radikalislamistische Organisation Hamas mit Luft-, Meer- und Bodenangriffen den Terrorangriff von 2023 auf Israel, bei dem zahlreiche Siedlungen verwüstet und ca. 1200 Menschen massakriert wurden. Etwa 250 Kinder und Erwachsene wurden entführt und in den Gazastreifen verschleppt, worauf Israel mit Militäraktionen und Verhandlungen zur Freilassung der Geiseln antwortete.

## Lösungsversuche
Es gab und gibt viele Versuche, den Konflikt friedlich beizulegen. Große Hoffnungen weckte das 1993 geschlossene Oslo-Abkommen, das neben gegenseitiger Anerkennung der PLO und Israels einen Abzug der israelischen Armee aus dem Westjordanland und dem Gazastreifen sowie eine palästinensische Selbstverwaltung in diesen Gebieten vorsah. Nach einer Übergangszeit sollte ein dauerhafter Status der Gebiete ausgehandelt werden. Dieser Oslo-Friedensprozess geriet jedoch ins Stocken, nachdem bei einem Treffen zwischen dem PLO-Führer Arafat und dem israelischen Premierminister Barak 2000 in Camp David keine Einigung erreicht worden war. 2002 wurde die Arabische Friedensinitiative von der Arabischen Liga vorgestellt, die eine Abkehr von den „Drei Neins“ der Khartum-Resolution aus dem Jahre 1967 darstellte. Im Juli 2024 verabschiedete die Knesset eine Resolution, in der sie die Gründung eines palästinensischen Staates ablehnte.

## Gazastreifen
Die israelischen Siedlungen im Gazastreifen wurden im Jahr 2005 von der israelischen Armee geräumt und auch das Militär zog sich aus dem Gebiet vollständig zurück. Israel hält jedoch seit der gewaltsamen Übernahme des Gazastreifens durch die Hamas 2007 eine Blockade an der Grenze und vor der Küste aufrecht.
Besonders die radikal-islamistische Hamas, die eine vollständige Vernichtung Israels fordert, heizt den Konflikt unter anderem durch regelmäßigen Beschuss Israels mit Kassam-Raketen und durch Terroranschläge an. Sie besteht aus den paramilitärischen Kassam-Brigaden, aber auch einem karitativen Netzwerk und einer politischen Partei, wodurch es schwer ist, sie eindeutig einzuordnen. Sie gehört ebenfalls der Muslimbruderschaft an, der auch der ehemalige ägyptische Präsident Mohammed Mursi, der zuletzt eine Vermittlerrolle einnahm, angehörte. International wird die Hamas unter anderem von der Europäischen Union und den Vereinigten Staaten als terroristische Organisation eingestuft. Seitdem sie 2007 die Macht im Gazastreifen übernahm, richtete die Hamas mehrfach Personen hin, die sie der Kollaboration mit Israel beschuldigte.

## Westjordanland und Ostjerusalem
Das Westjordanland ist seit dem Sechstagekrieg 1967 von der israelischen Armee besetzt und seit 2002 von einer Sperranlage umgeben, wovon rund 85 % innerhalb des Westjordanlandes verlaufen und etwa 15 % direkt entlang der Grünen Linie. Dort befinden sich 133 von Israel unterstützte jüdische Siedlungen mit 448.672 Einwohnern (Stand 2018).
Palästinenser im Westjordanland beklagen gesellschaftliche und politische Benachteiligungen, die sich aus der Okkupation ergeben, wie die Einschränkung der Bewegungsfreiheit sowie eine ungleiche Versorgung mit Nahrungsmitteln und Wasser, während Israel darauf hinweist, dass es das Westjordanland mit weitaus mehr Wasser beliefere als in den Oslo-Verträgen vorgesehen.
In den letzten Jahren fanden islamistische Organisationen wie die Hamas Zulauf bei Teilen der palästinensischen Bevölkerung. Diese opponieren gegen die Politik der Palästinensischen Autonomiebehörde und der Fatah, die aus ihrer Sicht zu gemäßigt sind. Während die Fatah den militärischen Kampf gegen Israel offiziell beendet hat und auf diplomatische Lösungen baut, setzen die Hamas und radikale Splittergruppen den bewaffneten Kampf auch mit terroristischen Mitteln fort.
In einem im Juli 2024 veröffentlichten Rechtsgutachten erklärte der Internationale Gerichtshof, Israel betreibe mit seinen Siedlungen im Westjordanland und in Ostjerusalem eine völkerrechtswidrige Annexion. Israel verstoße damit sowohl gegen das Selbstbestimmungsrecht der Palästinenser als auch gegen das Gewaltverbot und Artikel 3 der UN-Rassendiskriminierungskonvention, der rassische Segregation und Apartheid verbietet.

## Todesopfer seit 1948
In verschiedenen Studien werden unterschiedliche Opferzahlen für den israelisch-palästinensischen Konflikt angegeben. Nach Aussage des Stockholm International Peace Research Institute wurden 183.000 Israelis und Palästinenser als direkte Folge des Konflikts zwischen 1948 und 1997 getötet. Andere Schätzungen gehen von 14.500 Toten zwischen 1948 und 2009 aus.
Das Amt der Vereinten Nationen für die Koordinierung humanitärer Angelegenheiten zählt für die Zeit von Januar 2008 bis Oktober 2023 6.680 palästinensische und 314 israelische Todesopfer sowie 156.963 palästinensische und 6.352 israelische Verletzte.
Beim Terrorangriff auf Israel am 7. Oktober 2023 ermordeten die Hamas-Terroristen 1.139 Menschen. Davon waren 695 israelische Zivilisten (darunter 36 Kinder), 373 Sicherheitskräfte und 71 Ausländer. Beim darauf folgenden Krieg in Israel und Gaza seit 2023 wurden, Stand 5. März 2024, rund 60 weitere israelische und ausländische Todesopfer und mehr als 5.431 Verletzte in Israel verzeichnet. Im Gazastreifen sind durch Einsätze des israelischen Militärs gegen die Hamas circa 30.534 Menschen gestorben, circa  71.920 wurden verletzt. Im Westjordanland wurden seit dem 7. Oktober 412 palästinensische Todesopfer und rund 4.623 Verletzte bestätigt.
Nach der Einschätzung von Wissenschaftlern des Öffentlichen Gesundheitswesens könnten im Gazastreifen bis zu 186.000 oder sogar mehr Todesfälle »auf den aktuellen Konflikt im Gazastreifen zurückzuführen sein« (Stand Juli 2024), was acht Prozent der Bevölkerung entspräche.